# Valernes
Valernes é uma comuna francesa na região administrativa da Provença-Alpes-Costa Azul, no departamento dos Alpes da Alta Provença. Estende-se por uma área de 28,49 km². Em 2010 a comuna tinha 253 habitantes (densidade: 8,9 hab./km²).